# اقتصاد داده بنیاد
اقتصاد داده‌محور (به انگلیسی: Data-Driven Economy)  یک اقتصاد مبتنی بر داده‌ها، فناوری‌های داده، محصولات و خدمات است. اقتصاد داده‌ها ریشه در اقتصاد جدید دارد - انتقال از یک تولید به یک اقتصاد مبتنی بر خدمات.
اقتصاد داده‌ها، یک پدیده جهانی، یک اکوسیستم دیجیتال است که متشکل از شرکت‌کنندگان مختلف، مانند تامین‌کنندگان داده‌ها و کاربران است. این اصطلاح به توانایی سازمان‌ها و افراد در استفاده از داده‌ها به عنوان دارایی اشاره دارد. داده‌ها برای تصمیم‌گیری‌های استراتژیک، بهبود بهره‌وری عملیاتی، راندن رشد پایدار، رفاه و نوآوری مورد استفاده قرار می‌گیرند. ارزش و تاثیر داده‌ها با عوامل موقعیتی، متنی، تاریخی و زمانی افزایش می‌یابد. ادغام، پالایش و به اشتراک‌گذاری داده‌ها ارزش و تاثیر آن را افزایش می دهد. استفاده موثر از داده‌ها می‌تواند منجر به رشد شرکت، بهبود کیفیت زندگی و ایجاد جوامع کارآمد شود. با این حال، استفاده موثر از داده‌ها می تواند توسط فرم داده‌های نامنظم، مدل داده‌ها و مسائل با تبادل اطلاعات کارآمد مانع شود.
آمارهای اخیر بدست آماده در مقیاس جهانی نشان دهنده افزایش داده می‌باشد، به طوری که تولید ناخالص داخلی جهان را بیش از 10٪ افزایش داده و ارزش اقتصاد اطلاعات اتحادیه اروپا بیشتر از 300 میلیارد یورو در سال 2016، که بیش از 1.99 درصد از تولید ناخالص داخلی اتحادیه اروپا را تشکیل می‌دهد.
همچنین قوانین و مقررات در فناوری اطلاعات و داده ها ممکن است سهم اقتصاد اطلاعات را همواره افزایش دهد. هنگامی که اطلاعات در همه بخش‌ها آزاد و با Open Data  ترکیب شود می‌تواند تبدیل به یک محرک برای عوامل  اقتصادی، اجتماعی، و محیطی باشد.

## دسته‌بندی داده‌ها
داده‌های موجود در جهان را می‌توان به صورت‌های مختلفی دسته‌بندی کرد. آنالوگ و دیجیتال،آفلاین و آنلاین، داده‌های باساختار و بدون ساختار.
داده‌های موجود در کتاب‌های کاغذی، نوارهای صوتی و تصویری، صفحات گرامافون‌، نامه‌ها و دفترها آنالوگ هستند. داده‌های ذخیره‌شده در کامپیوترها، فلش‌ها، کارت‌های حافظه و هارددیسک‌های مغناطیسی، دیجیتال هستند. داده‌های آنالوگ را می‌توان طی فرآیندهایی به داده‌های دیجیتال تبدیل کرد.
داده‌های ذخیره‌شده روی کامپیوتر، فلش، کارت حافظه، سی‌دی و دی‌وی‌دی داده‌های آفلاین هستند. این داده‌ها به شرط ذخیره‌سازی روی کامپیوترهای متصل به اینترنت می‌توانند آنلاین شوند.
داده‌های ذخیره‌شده روی سرورهای بانک و کارگزاری‌های بورس داده‌های باساختار هستند. استخراج اطلاعات از داده‌های باساختار آسان است. داده‌های روی یک ویدئو در آپارات، متن ایمیل، چت و متن همین مقاله داده‌های بدون ساختار هستند. حجم داده‌های بدون ساختار بسیار بیشتر از داده‌های باساختار است.
حجم داده‌های آنلاین در دو دهه گذشته به شدت افزایش یافته است. در سال‌های ابتدایی اینترنت بیشتر داده‌ها آنالوگ بودند. در دهه بعد از آن نیز یعنی تا سال ۲۰۰۷ فقط نصف داده‌های تولیدشده آنلاین بودند. در سال ۲۰۱۶ حجم داده‌های آنلاین ۱٫۲ میلیارد ترابایت بود. پیش‌بینی‌ها نشان می‌دهد حجم داده‌های آنلاین در سال ۲۰۲۱ به ۲۷۸ میلیارد ترابایت خواهد رسید.

## انواع اقتصاد اطلاعات

### اقتصاد داده‌های بزرگ
داده‌های بزرگ اغلب در جهت تجزیه و تحلیل مبتنی بر الگوریتمی از داده‌های دیجیتال در مقیاس بزرگ به منظور پیش‌بینی ، اندازه‌گیری ، حکومت استفاده می‌شوند.

### اقتصاد داده‌محور انسان
اقتصاد داده‌محور مبتنی بر انسان یک اقتصاد اطلاعات عادلانه و کارآمد است که در آن داده ها کنترل و به طور عادلانه و اخلاقی به شیوه‌ای انسانی مورد استفاده قرار می‌گیرند.

### اقتصاد داده‌های شخصی
اقتصاد اطلاعات شخصی با استفاده از اطلاعات شخصی همه افراد به طور مستقیم یا غیرمستقیم شکل می‌گیرد.

## خطرات و تهدیدها
اقتصاد مبتنی بر داده ها تهدیدها و نگرانی‌هایی مانند عدم اطمینان، عدم انطباق قانونی، نقض حریم خصوصی، از دست دادن کنترل داده‌ها و مالکیت داده‌ها را به همراه دارد.
برخی از این نگرانی‌ها در مورد شرکت‌های بزرگ اینترنتی کنترل‌کننده جریان اطلاعات و استفاده این شرکت‌ها از این داده‌ها برای بدست آوردن قدرت می‌باشد.

## اقتصاد داده در دنیای داده‌های آفلاین
در دنیای داده‌های آفلاین نیز کلان‌داده امیدهای فراوانی برانگیخته است. مهم‌ترین حوزه‌های تولیدکننده داده‌های آفلاین بانک‌ها، شرکت‌ها و گروه‌های فعال در زمینه مهندسی ژنیک و پزشکی هستند.
با استفاده از تحلیل داده‌های بانکی از قبیل پرداخت‌های آنلاین و آفلاین، گردش مالی حساب‌ها و تعداد مشتریان، بانک‌ها می‌توانند تصمیم‌های سریع بگیرند و استراتژی‌ مناسب را اتخاذ کنند.
در زمینه مهندسی ژنتیک، تحلیل‌های کلان‌داده می‌تواند منجر به شناخت دقیق ژن‌های انسان و ارتباط آن‌ها با مشخصات جسمی و روانی هر فرد شود. این نکته می‌تواند یک تحول در دنیای پزشکی خلق کند.
از سویی تحلیل و ترکیب اطلاعات به دست آمده از حسگرهای پزشکی متصل به اینترنت که به لطف اینترنت اشیا به وجود آمده‌اند، سوابق پزشکی هر فرد، فرآیند‌های عملکردی داروها، می‌تواند درمان‌های شخصی شده را ارائه دهد. با چنین ابزارهایی خطاهای تشخیص‌ پزشکی کمتر می‌شود و از سویی تاثیرگذاری درمان‌ها به شدت افزایش پیدا می‌کند. این یک بازار بزرگ است.

## سهم کاربران در اقتصاد داده‌
کاربران تولیدکننده داده‌ها هستند. شرکت‌هایی مثل گوگل، داده‌های کاربران را جمع‌آوری و تحلیل می‌کنند و متناسب با آن‌ها، تبلیغات اختصاصی برای هر کاربر نشان می‌دهند. سود بزرگی از این تبلیغات نصیب شرکت‌ها می‌شود. اما کاربران، تولیدکننده و مالک داده‌های خود هستند. بنابراین باید در این سود سهمی داشته باشند. این مسئله تا به امروز مورد توجه نبوده است.
برای رفع این مشکل یک راه‌حل ارائه شده است. در این راه‌حل شرکت‌ها موظف می‌شوند داده‌های خود را در سرورهای زنجیره بلوکی (Blockchain) ذخیره کنند. مثل یک صندوق امانت. هر شرکتی که بخواهد از این داده‌ها استفاده کند باید مبلغی را در ازای استفاده از آن‌ پرداخت کند. بخش زیادی از این مبلغ در نهایت به کاربر پرداخت می‌شود. این راه‌حل هنوز خام است و مهم‌تر از آن مجبور کردن شرکت‌ها در دنیای سرمایه‌داری امروز برای تقسیم سود خود چالش بزرگی است.

## فعالیت‌های اقتصادی در حوزه داده‌ها
هر وسیله متصل به اینترنت و هر شخصی که از آن وسیله استفاده می‌کند، همواره به تولید و مصرف داده می‌پردازد. این افراد فعالیت‌هایی همچون ارسال ایمیل و گفتگو با افراد دیگر در محیط‌های آنلاین را نیز انجام می‌دهند.
شاید فکر کنیم که حجم داده‌های مصرفی یک فرد بیشتر از حجم داده‌های تولیدی او است. اما هر کاربر و هر وسیله متصل به اینترنت داده‌های مخفی تولید می‌کند. وقتی به یک سایت مراجعه می‌کنید، فعالیت‌های شما رصد می‌شود. داده‌هایی از قبیل مدت‌زمان باز بودن یک سایت، اسکرول کردن صفحات سایت، لینک‌هایی که باز کرده‌اید و مدت‌زمان حضور شما در هر کدام از این لینک‌ها توسط ربات‌های اینترنتی رصد و ذخیره می‌شود.

## بنگاه‌های اقتصادی با محوریت داده
کاربران و شرکت‌هایی که در حوزه داده‌ها به فعالیت اقتصادی می‌پردازند، عموما در یک یا چند زمینه زیر کار می‌کنند:

### تولید داده‌ها
بخش مهمی از شرکت‌ها و کاربران در اینترنت داده تولید می‌کنند و از این طریق درآمد کسب می‌کنند. صاحبان وب‌سایت‌ها، صاحبان صفحات مختلف در شبکه‌های اجتماعی همه تولیدکننده محتوا هستند. همه این کاربران روش کسب درآمد یکسانی دارند. این روش «بازاریابی محتوا» نام دارد.
در این میان، سایت‌ها و اپلیکیشن‌هایی که چنین بستری را فراهم کرده‌اند نیز سود می‌کنند.

### ذخیره‌سازی
تولید این حجم از داده‌ها در فضای آنلاین نیاز به ابزارها و تجهیزات ذخیره‌سازی دارد. این مسئله از زمانی جدی‌تر شد که آهنگ تولید داده از آهنگ ساخت وسایل ذخیره کننده داده، پیشی گرفت. شرکت‌هایی وجود دارند که کارشان ساخت و توسعه تجهیزات ذخیره‌سازی سریع برای سرورها است. این شرکت‌ها هم هارد مغناطیسی می‌سازند و هم سخت‌افزارها و نرم‌افزارهایی برای ارتباط این هاردها.
در این میان شرکت‌های دیگری هم وجود دارند که خدمات ذخیره‌سازی ابری و سرور وب‌سایت را عرضه می‌کنند. همه این شرکت‌ها در ازای ارائه کالا و خدمات خود از مشتریان حقیقی و حقوقی خود هزینه دریافت می‌کنند.

### مالکیت و فروش
برخی از شرکت‌ها به واسطه تعداد چشم‌گیر کاربران خود، داده‌های فراوانی دارند. این شرکت‌ها علاوه بر اینکه از طریق تبلیغات سود کسب می‌کنند، درآمدی از فروش این داده‌ها نیز دارند.

### تحلیل داده‌ها
درآمدزایی به واسطه تحلیل داده‌ها حوزه جدیدی در اقتصاد داده‌ها است. تحلیل داده‌ها با تمرکز بر دو نیاز ایجاد شد.
الف) تعداد کاربران زیاد می‌شود و حجم داده‌های تولیدی توسط ایشان به سرعت در حال افزایش است. چگونه این حجم از داده‌ها را می‌توان نگهداری کرد؟
ب) کاربران علایق و سلیقه‌های گوناگونی دارند و در نقاط مختلفی از جهان ساکن هستند. چگونه می‌توان تبلیغات را هدف‌دار کرد؟ چگونه می‌توان کالایی که کاربر به آن علاقه‌مند است را به او معرفی کنیم؟
این دو نیاز مبحث جدیدی را در این حوزه مطرح کردند. کلان‌داده‌. فناوری مورد استفاده در کلان‌داده در وهله اول امکان ذخیره‌سازیِ بهینه حجم عظیمی از داده را فراهم کرد. ابزارهای تحلیلی خلق شده در مبحث کلان‌داده نیز امکان تحلیل داده‌ها و ارائه نتایج آنی را به وجود آورد.

## کلان‌داده در اقتصاد داده‌ها
وقتی سرعت تولید داده‌ها بالا رفت، مفهومی به نام کلان داده شکل گرفت. این داده‌ها متنوع بودند و تحلیل آن‌ها آسان نبود. اما وقتی بحث کلان‌داده داغ شد، که شرکت‌ها توانستند از آن پول در بیاورند. تبلیغات هدف‌دار یکی از مهم‌ترین کاربردهایی بود که برای استفاده تجاری از کلان داده کشف شد.
در تبلیغات هدف‌دار، مسئله روشن بود. کاربران روزانه ردپاهای فراوانی از خود در فضای آنلاین بجا می‌گذارند. ردپا‌هایی حاکی از علاقه‌مندی‌ها، نیازها، دغدغه‌ها و هویت‌شان. اگر بتوان این داده‌ها را تحلیل کرد و یک نمایه اختصاصی برای هر کاربر به دست آورد، می‌توان تبلیغ مناسب او را نمایش داد. از سویی نگهداری این حجم از داده‌ها یک چالش بزرگ است. روند تولید داده‌ها از روند تولید سیستم‌های ذخیره‌سازی بیشتر بود. این یک تهدید بود ولی فرصت مهمی نیز درون آن خفته بود.
فناوری‌های کلان‌داده امکان ذخیره‌سازی این حجم از داده‌ها و تحلیل آن‌ها را فراهم کردند. در دنیای امروزی، ۲٫۵ میلیون ترابایت داده در هر روز تولید می‌شود. ابزارهای کلان‌داده تجهیزات ذخیره‌سازی و تحلیل این حجم داده‌ها را فراهم آوردند.

## اقتصاد داده‌ها در آینده‌
پیش‌بینی‌های کارشناسان نشان می‌دهد که در آینده کلان‌داده‌ بیشترین درآمد را در حوزه اقتصاد داده‌ها تولید خواهد کرد. مشخصا تولید، ذخیره‌سازی و مالکیت و فروش داده‌ها نیز رشد خواهند کرد، اما این رشد مدیون کلان‌داده خواهد بود. در حال حاضر بازار کلان‌داده‌ ۱۳۰ میلیارد دلار ارزش دارد و پیش‌بینی‌ها نشان می‌دهد ارزش این بازار در سال ۲۰۲۰، حدود ۲۰۰ میلیارد دلار خواهد شد.
اقتصاد داده‌ها در آینده با توسعه اینترنت اشیا گسترده‌تر خواهد شد. پیش‌بینی‌ها نشان می‌دهد که در سال ۲۰۲۰، ۲۴ میلیارد وسیله متصل به اینترنت خواهیم داشت. یعنی به طور میانگین به ازای هر فرد ۴ وسیله اینترنت وصل می‌شود. هر کدام از این وسایل خود داده‌های با ارزشی از افراد تولید می‌کنند. از این روی حجم داده‌ها و تنوع داده‌های تولید بسیار بیشتر خواهند شد. با افزودن این داده‌ها به کلان‌داده‌های امروزی، حتی می‌توان تبلیغات محیطی را هم بهینه‌ کرد. فکر کنید که هنگام قدم زدن از مقابل یک تابلو تبلیغاتی در مترو، کالای مورد نیاز شخص شما در آن تابلو معرفی شود. توسعه اینترنت اشیا و ورود آن به حوزه کلان‌داده می‌تواند یک نقطه عطف مهم باشد.